# Кесарийский тип текста
Кесарийский тип текста — это один из четырёх главных типов новозаветного текста. Название введено Б. X. Стритером, который идентифицировал данный тип в 1924 году. Некоторые считают его смесью Александрийского и Западного типов новозаветного текста. До настоящего времени не сохранились ранние рукописи этого текста. Одним из известных критиков данного типа был Ф. К. Бёркитт.

## Свидетели кесарийского типа текста
Главными свидетелями этого типа текста являются Вашингтонский кодекс, Кодекс Коридети, семья 1 и семья 13. 
Кесарийский тип текста отражают старосирийские (Syrs и Syrc) и армянские переводы, цитируют Ориген (частично), Евсевий и Кирилл Иерусалимский. 
| Обозначение        | Название                  | Дата       | Рукопись включает   |
| Θ (038)            | Кодекс Коридети           | IX         | Марк                |
| W (032)            | Вашингтонский кодекс      | V          | Марк 5,31—16,20     |
| p42                | Papyrus 42                | VII/VIII   | Лука 1-2            |
| 28                 | minuscule 28              | XI         | Евангелие           |
| 565                | minuscule 565             | IX         | Евангелие           |
| 700                | minuscule 700             | XI         | Евангелие           |
| 1 and rest of f1   | minuscule 1 118, 131, 209 | XII XI-XV  | Евангелие           |
| 13 and rest of f13 | minuscule 13 69, 124, 346 | XIII XI-XV | Евангелие Евангелие |

## Особенности кесарийского текста
Некоторые свидетели кесарийского текста содержат так называемый «иерусалимский колофон». 
По мнению отдельных исследователей, это самый лучший тип текста (Стритер).